# Schossin
Schossin település Németországban, Mecklenburg-Elő-Pomeránia tartományban. Lakosainak száma 243 fő (2023. december 31.). Schossin Dümmer, Warsow, Bandenitz, Gammelin és Hülseburg községekkel határos.

## Népesség
A település népességének változása:
| Lakosok száma | 236  | 237  | 246  | 242  | 243  |
|               | 2017 | 2019 | 2021 | 2022 | 2023 |